# Université Thomas Jefferson
L'université Thomas Jefferson (en anglais : Thomas Jefferson University) est une université privée américaine située dans la ville de Philadelphie en Pennsylvanie. Cet établissement d'enseignement supérieur est spécialisé dans la médecine. Il fut fondé en 1824 en tant que Jefferson Medical College et se trouve dans le quartier de Center City. 
En 2017, l'université Thomas Jefferson a fusionné avec une autre université privée, l'université de Philadelphie.

## Affiliations
Le Morristown Medical Center, de Morristown (New Jersey), est affilié à la Sidney Kimmel School of Medicine de l'université Thomas-Jefferson.